# Campeonato Mundial de Snowboard
O Campeonato Mundial de Snowboard (FIS Snowboard World Championships) é um evento bienal de snowboard organizada pela Federação Internacional de Esqui (FIS), onde os principais snowboaders competem pelo título de campeões mundiais.

## Edições
| Ano  | Edição | Sede                   | País           | Data                         |
| ---- | ------ | ---------------------- | -------------- | ---------------------------- |
| 1996 | 1º     | Lienz                  | Áustria        | 24–28 de janeiro             |
| 1997 | 2º     | San Candido            | Itália         | 21–26 de janeiro             |
| 1999 | 3º     | Berchtesgaden          | Alemanha       | 12–19 de janeiro             |
| 2001 | 4º     | Madonna di Campiglio   | Itália         | 22–28 de janeiro             |
| 2003 | 5º     | Kreischberg            | Áustria        | 13–19 de janeiro             |
| 2005 | 6º     | Whistler-Blackcomb     | Canadá         | 16–22 de janeiro             |
| 2007 | 7º     | Arosa                  | Suíça          | 14–20 de janeiro             |
| 2009 | 8º     | Gangwon                | Coreia do Sul  | 17–24 de janeiro             |
| 2011 | 9º     | La Molina e Barcelona  | Espanha        | 14–22 de janeiro             |
| 2013 | 10º    | Stoneham-et-Tewkesbury | Canadá         | 18–27 de janeiro             |
| 2015 | 11º    | Kreischberg            | Áustria        | 15–25 de janeiro             |
| 2017 | 12º    | Serra Nevada           | Espanha        | 7–19 de março                |
| 2019 | 13º    | Park City              | Estados Unidos | 1–10 de fevereiro            |
| 2021 | 14º    | Idre                   | Suécia         | 11–13 de fevereiro           |
| 2021 | 14º    | Rogla                  | Eslovênia      | 1–2 de março                 |
| 2021 | 14º    | Aspen                  | Estados Unidos | 10–16 de março               |
| 2023 | 15º    | Bakuriani              | Geórgia        | 19 de fevereiro – 4 de março |
| 2025 | 16º    | Engadin                | Suíça          |                              |